# Sayyid Ajjal Shams al-Din Omar
Sayyid Ajjal Shams al-Din Omar al-Bukhari (chinois traditionnel : 赛典赤·赡思丁 ; pinyin : Sàidiǎnchì Zhānsīdīng) (1211–1279) fut le premier gouverneur du Yunnan, nommé au XIIIe siècle représentant provincial de la dynastie mongole des Yuan.
Le célèbre navigateur de la dynastie Ming, amiral et eunuque Zheng He (1371-1433), est un de ses descendants directs.